# Georges Collignon
Georges Armand Hubert Émile Collignon (ur. 26 sierpnia 1923 w Flémalle, zm. 5 lutego 2002 w Liège) – belgijski malarz.

## Życiorys
Od 1942 studiował w Académie royale des beaux-arts de Liège. W latach 1949–1969 przebywał w Paryżu, jako stypendysta rządu francuskiego. Współpracował z artystami z grupy CoBrA (Pierre Alechinsky, Corneille) i wystawiał z nimi swoje obrazy (wystawa w Liège, 1951). Jednak był członkiem niezależnej od CoBrA grupy Réalité, działającej w Liège, a później nowo utworzonego jej odłamu Réalité-Cobra, którego celem było promowanie sztuki abstrakcyjnej.
Jego prace eksponowane były na wielu wystawach, m.in. w Paryżu (Salon de Mai, Salon des Réalités Nouvelles, Salon Jesienny, Salon Comparaisons), Liège, Brukseli, Frankfurcie, Kolonii, Oslo, Kopenhadze, Helsinkach oraz w Nowym Jorku.
Otrzymał wiele międzynarodowych nagród, w tym Nagrodę Guggenheima (1960), na Biennale w São Paulo (1961) i na Biennale w Wenecji (1970). Od 1987 członek belgijskiej Królewskiej Akademii Nauk, Literatury i Sztuk Pięknych.
Po śmierci artysty najwyższą cenę 22 748 dolarów uzyskano ze sprzedaży w 2017 obrazu Configuration du site, na aukcji w domu aukcyjnym Cornette de Saint Cyr w Brukseli.

## Twórczość
Collignon początkowo był pod wpływem Picassa i kubizmu. W 1947 zainteresował się abstrakcją i przez blisko 20 lat tworzył w tym stylu. W 1964 w jego twórczości zaczęły pojawiać się ślady figuracji o treści erotycznej. Stosował różne techniki – od rysunku i malarstwa pędzlem do aerografu, a w latach 1969–1970 wprowadził płatki złota i srebra, kolaże oraz antyczne koronki, brokat, surową skórę i delikatne tkaniny.

## Wybrane dzieła
- Combat (1959)
- Marron glacé (1961)
- Aubervilliers (1965)
- Maxi sex (1970)
- Nu jaune (1974)
- Baby Building (1986)